# اوسک (ناحیه بروون)
اوسک (به چکی: Osek) یک منطقهٔ مسکونی در جمهوری چک است که در ناحیه بروون واقع شده‌است. اوسک ۷۶۴ نفر جمعیت دارد.